# アフォンソ・サンシェス・デ・ポルトゥガル
アフォンソ・サンシェス・デ・ポルトゥガル（ポルトガル語：D. Afonso Sanches de Portugal, 1289年5月24日 - 1329年11月2日）は、セルヴァおよびアルブケルケの領主。

## 生涯
ポルトガル王ディニス1世とアルドンサ・ロドリゲス・タルハの間にポルトガルで生まれ、庶長子として父王に最も愛された息子であった。アフォンソ4世の異母兄にあたる。アフォンソは初代バルセロス伯ジョアン・アフォンソ・テロとカスティーリャ王サンチョ4世の庶子テレサ・サンチェスの間の娘テレサ・マルティンス・テロと結婚した。2人の間には以下の1男が生まれた。
- ジョアン・アフォンソ（1304年頃 - 1354年） - アルブケルケ領主[8]

アフォンソと妃テレサはヴィーラ・ド・コンデにサンタ・クララ修道院を創建し、2人は同修道院に埋葬された。